# Patrick Koch

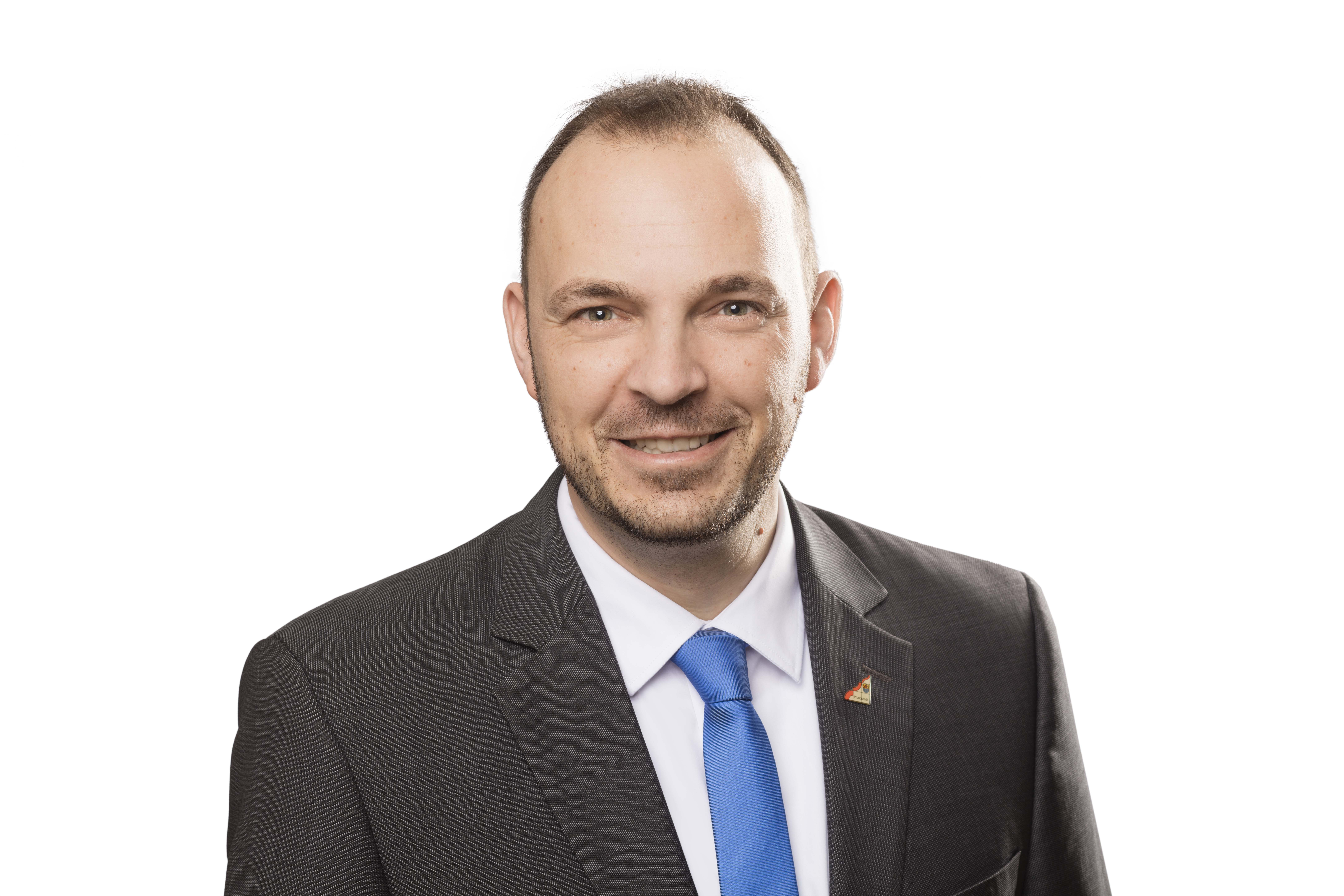
Patrick Koch

Patrick Koch (* 18. März 1976 in Groß-Umstadt) ist ein hessischer Politiker (SPD) und ehemaliger Abgeordneter des Hessischen Landtags. Seit dem 1. Januar 2014 ist er Bürgermeister der Stadt Pfungstadt.

## Ausbildung und Beruf
Patrick Koch studierte nach dem Abitur in Kiel an der Verwaltungsfachhochschule und schloss das Studium als Diplom-Verwaltungswirt (FH) ab. Danach arbeitete er beim Staatsschutz im Landeskriminalamt in Kiel und später im Ermittlungsdienst bei der Kriminalpolizei in Flensburg. In den Jahren 2001 bis 2013 arbeitete er als Kriminaloberkommissar bei der Darmstädter Kriminalpolizei.
Patrick Koch ist verheiratet und hat drei erwachsene Kinder.

## Politik
Patrick Koch ist seit dem Jahr 1992 Mitglied der SPD und war von 2000 bis 2013 Vorsitzender des SPD-Ortsvereins Otzberg. In den Jahren 2011 bis 2016 war er Vorsitzender der SPD im Landkreis Darmstadt-Dieburg. Von 2009 bis 2025 gehörte er dem Vorstand der SPD Hessen Süd an, 2009 bis 2011 als Beisitzer, danach 14 Jahre als Schatzmeister des rund 30.000 Mitglieder starken SPD-Bezirks.
Patrick Koch war vom Jahr 2001 bis Ende 2012 Mitglied der Gemeindevertretung in Otzberg und in den Jahren 2011 bis 2016 Mitglied des Kreistages des Landkreises Darmstadt-Dieburg und der Regionalversammlung Südhessen.
Bei der Landtagswahl in Hessen 2008 am 27. Januar 2008 gewann Koch im Wahlkreis Darmstadt-Dieburg II als Direktkandidat gegen die damalige hessische Sozialministerin Silke Lautenschläger, die Kandidatin der CDU.
Während der 17. Landtagswahlperiode, die bis zur Selbstauflösung des Hessischen Landtags am 19. November 2008 dauerte, war Patrick Koch ordentliches Mitglied des Innenausschusses, des Petitionsausschusses und zweites stellvertretendes Mitglied des Hauptausschusses. Nach Umbesetzungen war er ab November 2008 auch ordentliches Mitglied des Rechtsausschusses sowie des Unterausschusses Justizvollzug.
Zugleich nahm er innerhalb der SPD-Landtagsfraktion die Funktion des polizeipolitischen Sprechers wahr.
Patrick Koch übernahm zudem Verantwortung im Leitungsgremium des Landtags, im sogenannten Ältestenrat, als einer der Schriftführer.
Aufgrund seiner Mitgliedschaft im Hauptausschuss, der in der Zeit zwischen Selbstauflösung des Landtags und dessen Neukonstituierung auch „ständiger Ausschuss“ genannt wird, übte Patrick Koch gemeinsam mit den übrigen ordentlichen Mitgliedern und gewählten Stellvertretern die Kontrollfunktionen des Landtags gegenüber der Landesregierung aus.
Patrick Koch erreichte zwar bei den Neuwahlen am 19. Januar 2009 mit 34,5 % der Erststimmen ein deutlich besseres persönliches Ergebnis als der Zweitstimmenanteil der SPD im Wahlkreis (23,8 %), musste aber das Direktmandat wieder an Silke Lautenschläger abgeben und schied infolgedessen aus dem Landtag aus.
Am 18. August 2013 wurde Patrick Koch mit 57,7 % der gültigen Stimmen zum neuen Bürgermeister der Stadt Pfungstadt gewählt. Die Wahlbeteiligung betrug 47,4 Prozent.
Bei der Bürgermeisterwahl am 26. Mai 2019 wurde Koch mit 60,6 % der Stimmen für eine zweite Amtszeit bis zum 31. Dezember 2025 wiedergewählt.
Wegen des Verdachts der Untreue erhob die Staatsanwaltschaft Darmstadt im September 2020 Anklage gegen Koch. Er und sein Amtsvorgänger Horst Baier wurden beschuldigt, trotz eines kommunalen Haushaltsdefizits auf die Erhebung fälliger Beiträge für Straßenbaumaßnahmen aus den Jahren 2008 bis 2010 in Höhe von 2,5 Millionen Euro, verzichtet zu haben.
Koch wies darauf hin, dass er für die lange vor seinem Amtsantritt am 1. Januar 2014 bereits endabgerechneten Maßnahmen keine Beiträge mehr hätte rechtswirksam erheben können. Ein Rechtsgutachten kam zum selben Schluss. Das Verfahren wurde im Herbst 2024 eingestellt, zu einer Verhandlung kam es nie.
Im November 2021 wurde gegen Patrick Koch eine zweite Anklage erhoben. Er soll vertrauliche Informationen aus seiner Zeit als Mitglied der Sonderkommission im Fall des Doppelmordes von Babenhausen preisgegeben und damit gegen das Dienstgeheimnis verstoßen haben. Das Amtsgericht Dieburg sprach Koch am 16. November 2021 frei, weil kein Straftatbestand gegeben sei.
Im Herbst 2024 gab Patrick Koch bekannt, bei der Bürgermeisterwahl am 28. September 2025 nicht erneut anzutreten und sich nicht um eine dritte Amtszeit zu bewerben.

## Weitere Funktionen
Patrick Koch ist Mitglied im Ausschuss für mittlere Städte des Deutschen Städtetages, Mitglied im Hauptausschuss des Hessischen Städtetages, Vorsitzender des Wasserverbandes Modaugebiet und Vorsitzender des Pfungstädter Kinderhilfevereins Einhörnchen e. V.